# Retrato de Alfonso I de Este

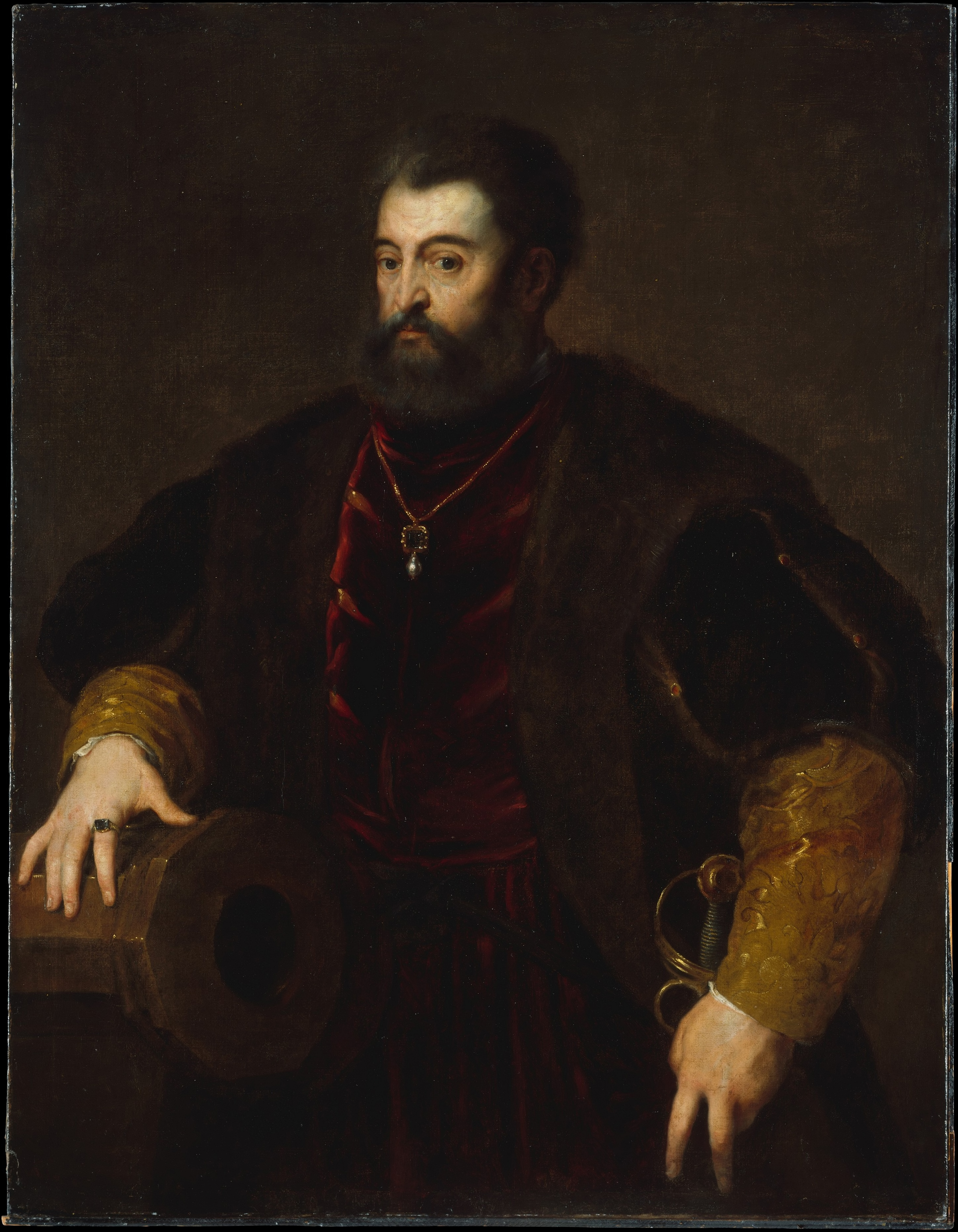
Copia anónima de la obra perdida de Tiziano, finales del o comienzos del, Metropolitan Museum, Nueva York

El Retrato de Alfonso I de Este es una pintura al óleo sobre lienzo de Tiziano, datable alrededor de 1523 y perdida desde el siglo XVIII, posiblemente destruida en el incendio del Alcázar de Madrid de 1734.  

## Historia y descripción
La obra retrata a Alfonso I de Este, duque de Ferrara, Módena y Reggio. Fue creada hacia 1523, en pareja con el Retrato de Laura Dianti, la amante y tal vez esposa del duque Alfonso. Durante esa época Tiziano se había desplazado en diversas ocasiones hasta Ferrara para trabajar en varias obras para el Camerino d'Alabastro del duque. Vasari menciona la obra en la biografía que escribió sobre Tiziano, y también pudo ser vista por Miguel Ángel cuando visitó Ferrara en 1529, ocasión durante la cual el duque le mostró personalmente las obras de su colección. La pintura fue regalada en 1533 por el duque al emperador Carlos V, quien la tuvo por un tiempo en Bolonia antes de llevarla a España. En algún momento la obra entró en la colección del marqués de Leganés, donde es mencionada en el inventario de 1630, siendo legada al rey Felipe IV en el testamento del duque de 1652. El duque había intercambiado obras con el rey en diversas ocasiones y está documentado un cierto trasvase de obras de Tiziano de la colección real a la del duque entre 1628 y 1636. Dado que varias de las obras que el duque dona por testamento al rey en 1652 son obras que habían formado parte antes de la colección real se ha supuesto que el retrato del duque Alfonso de Este fue una de ellas y que la donación testamentaria fue una forma de devolver esas obras a la colección real.
El cuadro de Tiziano se menciona en los inventarios del Alcázar de Madrid de 1666, 1686 y 1701 (el último antes del incendio del año 1734), pero no vuelve a mencionarse con posterioridad. Por esta razón se cree que fue uno de los cuadros que resultaron destruidos en el incendio.
Se conservan diversas copias de la obra. Una de ellas fue realizada por Rubens (según el pintor Francisco Pacheco, suegro de Velázquez, Rubens copió todos los retratos que encontró de Tiziano durante su visita a Madrid en entre 1628 y 1629 y otra de buena mano en el Museo Metropolitano de Nueva York. Hay alguna otra copia en manos privadas y en la Galería Nacional de Dinamarca (Copenhague): esta última es la copia más antigua pero solo muestra la cabeza y los hombros. 
El duque optó por hacerse retratar con el brazo derecho apoyado en la boca de un cañón y con la mano izquierda sobre la empuñadura de su espada, una forma de subrayar su actitud guerrera en una época de tensión con el papado. Seguramente Dosso Dossi tuvo en cuenta la pintura de Tiziano cuando retrató al duque, con una pose completamente análoga, apoyado en un cañón.